# Ochrus grammoderus
Ochrus grammoderus là một loài bọ cánh cứng trong họ Cerambycidae.